# Exoribonucléase

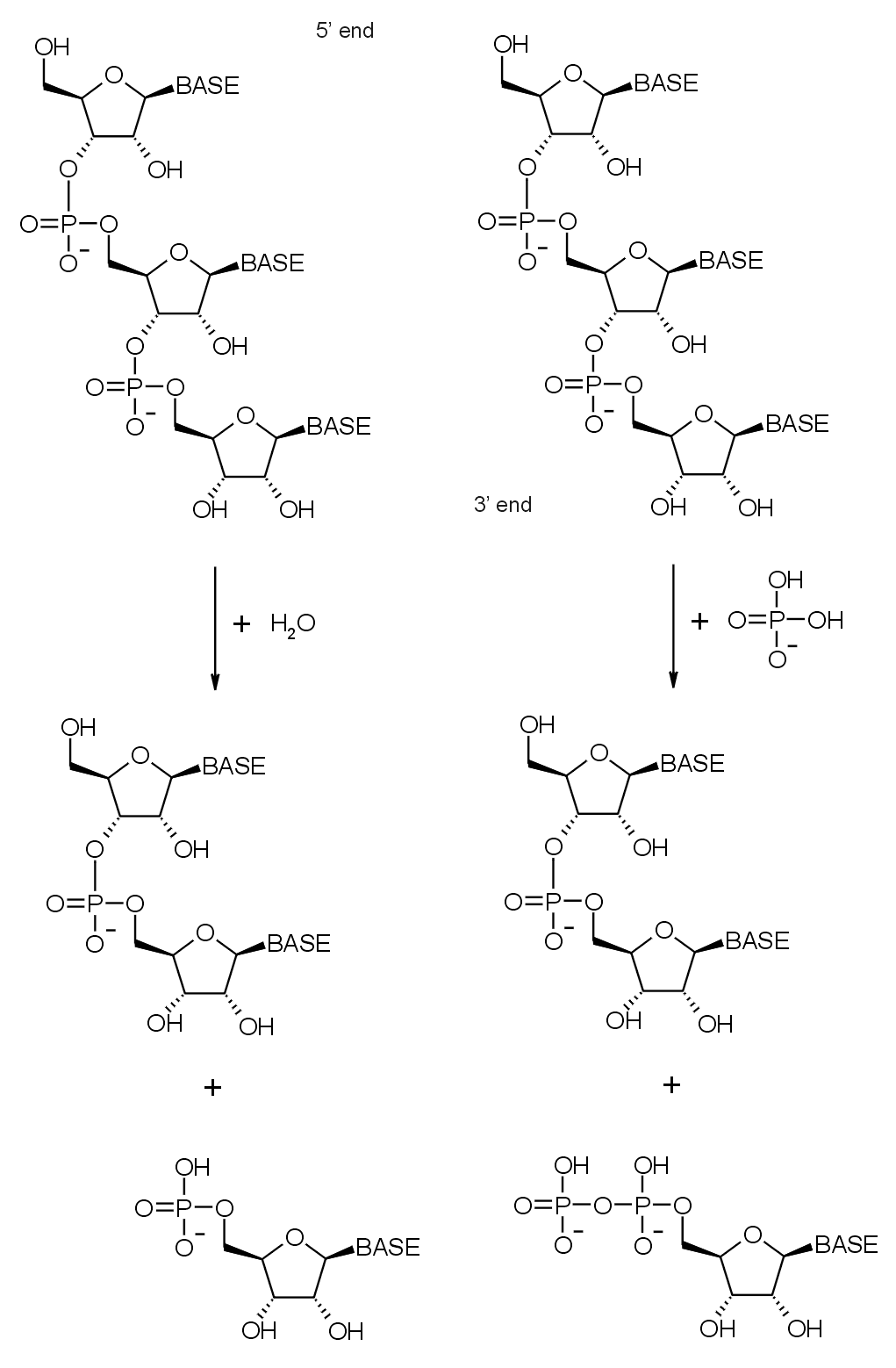
Schémas d'une réaction -sur un ARN- catalysée par une 3'-5' exoribonucléase hydrolytique (à gauche) et phosphorolytique (à droite).

Les exoribonucléases sont des enzymes à la fois de types exonucléases et ribonucléases, c'est-à-dire des enzymes qui dégradent l'ARN par élimination des nucléotides terminaux, soit à partir de l'extrémité 5', soit à partir de l'extrémité 3' de la molécule d'ARN. Les enzymes qui coupent les nucléotides à partir de l'extrémité 5' sont appelées des 5'-3' exoribonucléases et les enzymes qui coupent les nucléotides à partir de l'extrémité 3' sont appelés des 3'-5' exoribonucléases.
Les exoribonucléases peuvent utiliser pour séparer les liaisons internucléotides soit l'eau (on parle alors d'activité hydrolytique) soit des phosphates inorganiques (on dit activité phosphorolytique). Les exoribonucléases hydrolytiques portent le numéro CE 3.1 et les exoribonucléases phosphorolytiques sous le numéro EC 2.7.7. L'utilisation d'enzymes phosphorolytiques (qui utilisent un phosphate inorganique comme cofacteur) aboutit à la libération de nucléotides disphosphates alors que les enzymes hydrolytiques (qui utilisent de l'eau comme cofacteur) aboutissent à la libération de nucléotides monosphosphates.
On trouve des exoribonucléases dans tous les règnes du vivant: bactéries, archées et eucaryotes. Les exoribonucléases sont impliquées dans la dégradation de différentes espèces d'ARN comme les ARN messagers, les ARN de transfert et les ARN ribosomiques.
Elles peuvent être formées soit d'une unique protéine (comme c'est le cas pour la RNase D ou la RNase PH), soit de plusieurs protéines formant des complexes de protéines, comme les exosomes dans lesquels on retrouve quatre grandes familles d'exoribonucléases.

## Principales familles
| Famille | Exemples           | Distribution                                  | Activité enzymatique |
| ------- | ------------------ | --------------------------------------------- | -------------------- |
| RNR     | RNase R            | La plupart des bactéries, tous les eucaryotes | hydrolyse 3'-5'      |
| RNR     | RNase II           | La plupart des bactéries, tous les eucaryotes | hydrolyse 3'-5'      |
| RNR     | Rrp44              | La plupart des bactéries, tous les eucaryotes | hydrolyse 3'-5'      |
| DEDD    | RNase D            | Certaines bactéries, tous les eucaryotes      | hydrolyse 3'-5'      |
| DEDD    | RNase T            | Certaines bactéries, tous les eucaryotes      | hydrolyse 3'-5'      |
| DEDD    | PM/Scl-100         | Certaines bactéries, tous les eucaryotes      | hydrolyse 3'-5'      |
| DEDD    | Oligoribonucléase  | Certaines bactéries, tous les eucaryotes      | hydrolyse 3'-5'      |
| RBN     | RNase BN           | Certaines bactéries                           | hydrolyse 3'-5'      |
| PDX     | PNPase             | Tous les règnes                               | phosphorolyse 3'-5'  |
| PDX     | PM/Scl-75          | Tous les règnes                               | phosphorolyse 3'-5'  |
| PDX     | RNase PH           | Tous les règnes                               | phosphorolyse 3'-5'  |
| RRP4    | Rrp4               | Tous les eucaryotes, la plupart des archaea   | hydrolyse 3'-5'      |
| 5PX     | Exoribonucléase I  | Tous les eucaryotes                           | hydrolyse 5'-3'      |
| 5PX     | Exoribonucléase II | Tous les eucaryotes                           | hydrolyse 5'-3'      |